# Адамсон, Кристофер
Кристофер Уоррен Адамсон (англ. Christopher Warren Adamson; род. 6 июня 1956, Юэлл, Суррей, Великобритания) — британский актёр. Наиболее известные роли: киборг Мин Ангел по прозвищу «Костолом» в боевике «Судья Дредд», член команды «Летучего Голландца» Джимми Легз в фильме «Пираты Карибского моря: Сундук мертвеца» и его сиквеле «На краю света», а также психиатр Лэнг в слэшере «Техасская резня бензопилой: Кожаное лицо».
Обучался в Академии драматического искусства Уэббера Дугласа, участвовал в любительских театральных постановках.

## Фильмография
| Год  |   | Русское название                         | Оригинальное название                      | Роль                           |
| ---- | - | ---------------------------------------- | ------------------------------------------ | ------------------------------ |
| 1990 | ф | В яблочко!                               | Bullseye!                                  | голова Смерти                  |
| 1991 | ф | Робин Гуд: Принц воров                   | Robin Hood: Prince of Thieves              | солдат                         |
| 1991 | ф | Эдуард II                                | Edward II                                  | головорез                      |
| 1993 | ф | Молодые американцы                       | The Young Americans                        | Билли Коэн                     |
| 1993 | ф | Три мушкетёра                            | The Three Musketeers                       | Генри                          |
| 1995 | ф | Судья Дредд                              | Judge Dredd                                | Мин Ангел / «Костолом»         |
| 1995 | ф | Остров Головорезов                       | Cutthroat Island                           | пират                          |
| 1997 | ф | Пятый элемент                            | The Fifth Element                          | полицейский в аэропорту        |
| 1998 | с | Джонатан Крик                            | Jonathan Creek                             | Сталкер                        |
| 1998 | ф | Отверженные                              | Les Miserables                             | Бертин                         |
| 1999 | ф | Демон ночи                               | Lighthouse                                 | Лео Рук                        |
| 2002 | ф | Граф Монте-Кристо                        | The Count Of Monte Cristo                  | Морис                          |
| 2005 | ф | Пришельцы-завоеватели                    | Evil Aliens                                | Ллир Уильямс / пришелец-хирург |
| 2006 | ф | Пираты Карибского моря: Сундук мертвеца  | Pirates of the Caribbean: Dead Man's Chest | Джимми Легз                    |
| 2007 | ф | Шоу уродов                               | Freakshow                                  | Лон, директор цирка            |
| 2007 | ф | Пираты Карибского моря: На краю света    | Pirates of the Caribbean: At World's End   | Джимми Легз                    |
| 2008 | ф | Хроники мутантов                         | Mutant Chronicles                          | Ходж                           |
| 2010 | ф | Проклятая школа                          | F                                          | школьный уборщик               |
| 2011 | с | Граница тени                             | The Shadow Line                            | Ричардс                        |
| 2015 | ф | Легенда                                  | Legend                                     | Филип Теста                    |
| 2017 | ф | Техасская резня бензопилой: Кожаное лицо | Leatherface                                | доктор Лэнг                    |